# Réserve naturelle de Miandasht
La réserve naturelle de Miandasht est une réserve dans le nord-est de l'Iran. Elle s'étend sur 844 kilomètres carrés de terres semi-désertiques et arbustives et abrite le guépard asiatique en voie de disparition.

## Histoire et localisation
La réserve naturelle de Miandasht est située dans la province du Khorasan du Nord, dans le nord-est de l'Iran. Elle est instituée  par le Département iranien de l'environnement en 1973. La réserve est située au sud du Parc national du Golestan et à l'est du parc national de Khar Turan (en).

## Paysage et végétation
La réserve s'étend sur 84 435 hectares de plaines plates et sèches interrompues par des collines. La majeure partie de la réserve se trouve légèrement en dessous de mille mètres d'altitude, le point le plus élevé est situé à 1 340 mètres d'altitude. Les précipitations annuelles moyennes sont de 150 mm. La rivière Jajarm Kalshour coule dans la région. Autour de la réserve se trouvent des habitations humaines, et pendant l'hiver environ quinze mille têtes de bétail paissent dans la réserve. Le paysage de type désertique est couvert d'absinthe ( Artemisia sieberi ), d'herbe à plumes ( Stipa ), de saline ( Salsola ), de saxaul ( Haloxylon ) et de tamaris ( Tamarix ).

## Faune
La réserve naturelle de Miandasht abrite le rare guépard asiatique . D'autres espèces de carnivores vivent dans la réserve comme la hyène rayée ( Hyaena hyaena ), le loup gris ( Canis lupus ), le caracal asiatique ( Caracal caracal schmitzi ), le chat sauvage de la Caspienne ( Felis silvestris caudata ), le renard roux ( Vulpes vulpes ) et le chacal commun ( Canis aureus aureus ).
Les herbivores en plus grand nombre sont représentés par des gazelles à goitre, un faible proportion de moutons sauvages ( Ovis ) et des sangliers des Carpates ( Sus scrofa attila ). Les rongeurs et les lièvres sont abondants. Les principaux rapaces sont la buse à longues pattes ( Buteo ruffinus ) et l' aigle royal ( Aquila heliaca ).

## Observations
Le 7 janvier 2015, le directeur général du département de la protection de l'environnement du Nord-Khorasan a annoncé l'observation d'une femelle guépard asiatique et de son petit au Miandasht Wildlife Refuge. Deux jours avant cette observation, trois autres guépards adultes ont été aperçus par les habitants à quelques kilomètres de la frontière de Miandasht, et ont été immédiatement signalés au département de l'environnement de Jajrom. On estime que 8 à 10 guépards vivent dans ce refuge.